# Ray Renfro
Austin Ray Renfro (* 7. November 1929 in Whitesboro, Texas, USA; † 4. August 1997 in Fort Worth, Texas) war ein US-amerikanischer American-Football-Spieler und -Trainer. Er spielte als Wide Receiver in der National Football League (NFL) für die Cleveland Browns.

## Spielerlaufbahn

### Collegekarriere
Ray Renfro spielte bereits auf der High School Football. Er stammt aus einer footballbegeisterten Familie. Sein jüngerer Bruder Dean Renfro spielte später für die Baltimore Colts in der NFL. Im Jahr 1948 schloss sich Ray Renfro nach seinem Schulabschluss der University of North Texas an und spielte dort für die Mean Green College Football. Mit seiner Mannschaft gewann er zweimal die Ligameisterschaft.

### Profikarriere
Im Jahre 1952 wurde Ray Renfro von den durch Paul Brown trainierten Cleveland Browns in der vierten Runde an 48. Stelle gedraftet. Die Browns waren eines der besten Teams in der NFL. Zahlreiche Spitzenspieler, die später Aufnahme in die Pro Football Hall of Fame fanden, wie Otto Graham, Len Ford, Dante Lavelli, Mike McCormack, Frank Gatski oder Lou Groza, standen bei den Browns unter Vertrag. Renfro konnte sich bereits als Rookie bei den Browns etablieren. 1952 zog er mit seinem Team in das NFL Championship Game ein, wo man allerdings den von Buddy Parker betreuten Detroit Lions mit 17:7 unterlag. 1953 verloren Renfro und die Browns erneut das Endspiel gegen die Lions, diesmal mit 17:16.
Im folgenden Jahr zog Renfro, der die ganze Spielrunde über von Verletzungen geplagt wurde, mit seinem Team zum dritten Mal in das NFL-Endspiel ein. Diesmal gewannen sie gegen die Detroit Lions mit 56:10. Renfro zeigte eine überragende Leistung. Zwei seiner fünf gefangenen Pässe konnte er zu Touchdowns verwerten. Insgesamt erzielte er einen Raumgewinn von 96 Yards. 1955 konnte Renfro, dessen Passfänge in diesem Jahr zu einem durchschnittlichen Raumgewinn von 20,8 Yards führten, womit er die NFL-Jahresbestleistung aufstellte, seinen zweiten Meistertitel gewinnen. Gegner im NFL-Endspiel waren die von Sid Gillman betreuten Los Angeles Rams, die mit 38:14 den Browns unterlagen. Auch in diesem Spiel gelang Renfro ein Touchdown.
Renfro sollte mit den Browns noch zweimal in das NFL-Endspiel einziehen. Ein Titelgewinn gelang den Browns nicht mehr. 1957 unterlag das Team mit 59:14 den Detroit Lions. 1958 folgte eine 10:0-Niederlage gegen die New York Giants.
Nach der Saison 1963 beendete Ray Renfro seine Spielerlaufbahn.

## Trainerlaufbahn
Ray Renfro wurde im Jahr 1965 Assistenztrainer bei den Detroit Lions. 1966 wurde er von den Washington Redskins unter Vertrag genommen. Die Redskins wurden von Renfros ehemaligen Quarterback Otto Graham trainiert. Im Jahr 1968 verpflichteten ihn die von Tom Landry betreuten Dallas Cowboys. In seinem dritten Trainerjahr bei den Cowboys  konnte Renfro 1970 seinen ersten Meistertitel in der NFC gewinnen. Nachdem die Mannschaft in der Regular Season zehn von 14 Spielen gewinnen konnte, zog das Team aus Dallas in die Play-offs ein, wo man zunächst die Detroit Lions mit 5:0 besiegen konnte. Im folgenden NFC Championship Game gegen die San Francisco 49ers setzten sich die Cowboys mit 17:10 durch. Im Super Bowl V mussten sich die Cowboys den Baltimore Colts mit 16:13 geschlagen geben.
Auch im folgenden Spieljahr 1971 sollte Renfro mit seiner Mannschaft erfolgreich sein. Er gewann mit der Mannschaft aus Dallas den Super Bowl. Nach elf Siegen aus 14 Spielen zog die Mannschaft aus Dallas unter Führung ihrer beiden Quarterbacks Craig Morton und Roger Staubach erneut in die Play-offs ein. Nach einem 14:3-Sieg über die San Francisco 49ers im NFC Championship Game gelang der Einzug in den Super Bowl VI. In diesem Spiel erfolgte ein 24:3-Sieg über die Miami Dolphins. Nach der Saison 1972 beendete Renfro seine Trainerlaufbahn und wechselte in die Baustoffindustrie.

## Familie
Ray Renfro war verheiratet und hatte drei Kinder. Sein Sohn Mike Renfro spielte jahrelang in der NFL, unter anderem war er für die Dallas Cowboys aktiv. Ray Renfro starb im Jahr 1997 und ist auf dem Greenwood Memorial Park and Mausoleum in Fort Worth beerdigt.

## Ehrungen
Ray Renfro spielte dreimal im Pro Bowl, dem Saisonabschlussspiel der besten Spieler einer Spielrunde. Er wurde zweimal zum All Pro gewählt. Er ist Mitglied in der Ruhmeshalle seines Colleges und in der Texas Sports Hall of Fame. Seine Collegemannschaft sperrte seine Rückennummer 33.

## Quelle
- Jens Plassmann: NFL – American Football. Das Spiel, die Stars, die Stories (= Rororo 9445 rororo Sport), Rowohlt, Reinbek bei Hamburg 1995, ISBN 3-499-19445-7
- Peter Golenbock: Landry’s Boys: An Oral History of a Team and an Era, Triumph Books, 2005, ISBN 1-61749-954-4
- Brian Jensen, Troy Aikman: Where Have All Our Cowboys Gone?, 2005, ISBN 1-4616-3611-6